# Plantados (película)
Plantados es una película estadounidense de 2021 dirigida y coescrita por el cineasta cubano Lilo Vilaplana. Protagonizada por Gilberto Reyes, Ricardo Becerra, Frank Egusquiza, Carlos Cruz y Roberto Escobar, fue rodada en Miami y relata la historia de los presos políticos cubanos, conocidos como «plantados». Fue estrenada en el Festival Internacional de Cine de Miami, donde ganó el «Premio de la Audiencia».

## Sinopsis
La película se basa en la historia de los «plantados», nombre que se les daba a los presos políticos del castrismo que sufrieron años de torturas. Como forma de protesta, estas personas decidieron no usar el uniforme de los presos comunes, para de esta forma llamar la atención de su causa. El filme se basa también en testimonios de presos políticos que vivieron esta experiencia como Ernesto Díaz Rodríguez, quien escribió un libro de memorias titulado Rehenes de Castro.

## Reparto principal
- Gilberto Reyes
- Ricardo Becerra
- Frank Egusquiza
- Carlos Cruz
- Roberto Escobar
- Alberto Pujol
- Carlos Acosta-Milian
- Isabel Moreno
- Héctor Medina
- Ariel Texido
- Alina Robert
- Adrián Más
- Bonco Quiñongo
- Yerandy Basart
- Jeffry Batista
- Fabián Brando
- Grettel Trujillo
- Abel Rodríguez (actor)
- Alejandro Gil
- José Brocco
- Javier Fano
- Yani Martín